# 戈爾丁冰原島峰
83°49′S 173°14′E / 83.817°S 173.233°E
戈爾丁冰原島峰（英語：Guardian Nunatak），是南極洲的冰原島峰，位於杜費克海岸，海拔高度210米，由新西蘭探險隊命名，該島峰現時由南極條約體系管理。